# In die Nacht
In die Nacht är det tyska pop-/rockbandet Team Blenders första och enda EP, utgiven 2005 på skivbolaget Kind Label.

## Låtlista
1. "In die Nacht" - 3:21
2. "Stern" - 2:44
3. "In Deinen Armen" - 3:31
4. "Monoton" - 6:05
5. "Fliegen" - 4:17
6. "Alles Wird Gut" - 4:05

### Fotnoter
1. ↑  ”In die Nacht”. Discogs.com. http://www.discogs.com/Team-Blender-In-Die-Nacht/release/650491. Läst 1 maj 2012.